# Гизатулин, Мансур Каримович
Мансур Каримович Гизатулин — советский хозяйственный, государственный и политический деятель.

## Биография
Родился в 1924 году в Уральске. Член КПСС.
Участник Великой Отечественной войны, капитан 3-го ранга Советского флота. С 1950 года — на хозяйственной, общественной и политической работе. В 1950—1986 гг. — инженер-конструктор Ворошиловского завода города Уральска, директор литейно-механического завода Министерства строительства Казахской ССР, второй секретарь Уральского горкома КП Казахстана, заведующий промышленно-транспортным отделом Уральского обкома КП Казахстана, первый секретарь Актюбинского горкома КП Казахстана, секретарь Уральского обкома КП Казахстана по промышленности.
Избирался депутатом Верховного Совета Казахской ССР 7-го и 8-го созывов. Делегат XXIII и XXIV съездов КПСС.
Умер после 1986 года.